# 디에고 시모네
디에고 에스테반 시모네 몰데스(스페인어: Diego Esteban Simonet Moldes, 1989년 12월 26일~)는 아르헨티나의 핸드볼 선수로 포지션은 센터백이다. 현재 프랑스 리그 나시오날의 몽펠리에 소속으로 활동하고 있다.